# Lars Pettersson (ishockeyspelare)
Lars Erik Pettersson, född den 19 mars 1925 i Västerås, död den 8 maj 1971 i Västerås, var en svensk ishockeyspelare i AIK. Lars Pettersson blev AIK:s skyttekung säsongen 1950–1951, då nyförvärv från Västerås SK Hockey. Totalt gjorde han 18 mål, tio i serien och åtta i SM-slutspelet.
Lars Pettersson spelade två världsmästerskap i ishockey, 1949 och 1951, då Sverige slutade fyra i bägge turneringarna. I de olympiska vinterspelen 1952 gjorde Pettersson sex mål på nio matcher och bidrog till den erövrade bronsmedaljen. Han blev Stor grabb nummer 95 i ishockey.
Lars Pettersson är begravd på Hovdestalunds kyrkogård i Västerås.

## Klubbar
- Västerås SK 1945–1950 Division 1/Division 2
- AIK Hockey 1950–1952 Division 1
- Västerås SK 1952–1954 Division 2